# أوبسيلية منقبضة
أوبسيلية منقبضة (الاسم العلمي: Eupsilia contracta) هي نوع من الحشرات تتبع جنس الأوبسيلية من فصيلة الليليات.